# Bad Salzuflen
Bad Salzuflen – miasto uzdrowiskowe w Niemczech, w kraju związkowym Nadrenia Północna-Westfalia, w rejencji Detmold, w powiecie Lippe. W 2010 liczyło 53 893 mieszkańców.

## Współpraca
Miejscowości partnerskie:
- Bridlington, Wielka Brytania
- Luckenwalde, Niemcy
- Millau, Francja